# Harry Soria Lamán
Harry Sun Soria Lamán (Guayaquil, siglo XX) es un arquitecto, urbanista y expolítico ecuatoriano. Fue alcalde de Guayaquil, entre 1991 y 1992.

## Biografía
Nació en la ciudad ecuatoriana de Guayaquil. Afirma ser sobrino bisnieto de Sun Yat-Sen, fundador y primer presidente de la República China. Se casó con Rocío Díaz con quien tuvo dos hijas.
En 1982, todavía en ausencia de un consulado chino en Guayaquil, fue anfitrión en la recepción de una misión de exploración diplomática de ese país que visitaba al Ecuador. 

### Trayectoria
De profesión arquitecto, se inició en la administración pública como Jefe de Construcción y Ornato del Departamento de Planeamiento Urbano de la Municipalidad de Guayaquil entre 1986 y 1987.

## Trayectoria política
Fue elegido diputado alterno por Guayas en las elecciones legislativas de 1986, ejerciendo simultáneamente su cargo municipal con su cargo legislativo entre 1986 y 1988. Tras las elecciones seccionales de 1988, obtuvo una edil en el Concejo Municipal de Guayaquil con el partido Concentración de Fuerzas Populares, siendo elegido vicealcalde de Guayaquil ese mismo año y reelecto en 1990. En dicha capacidad le tocó reemplazar a la alcaldesa Elsa Bucaram tras su intempestiva renuncia en mayo de 1991. Posteriormente se desafiliaría de CFP.

### Gestión municipal (1991-1992)
Para inicios de la década del noventa, diversas administraciones municipales, especialmente la de la antecesora de Soria, Elsa Bucaram y, antes que ella, la de su hermano Abdalá (1984-1985), habían convertido a Guayaquil en una ciudad caótica, ingobernable, tomada por la corrupción e insalubre. La basura amontonada en las calles se añadía a los brotes de cólera y anegación de calles durante las lluvias de invierno.

#### Despido de "pipones"
En este contexto, una medida trascendental y polémica de la administración de Soria ocurrió el 15 de enero de 1992, al anunciar el alcalde el despido de más de 4074 “pipones” o beneficiarios de sinecura. Estos eran empleados fantasma o personas que llevaban a cargo funciones intrascendentes, inexistentes, extraoficiales (como ser músculo político) o redundantes. El problema del “piponazgo” devino de una práctica clientelista por parte de diversos partidos y administraciones municipales desde el año 1956 aproximadamente. Pero sería en la administración de Soria que se evidenciaría la magnitud del problema, que salió a flote cuando, al proponer el entonces alcalde computarizar el Municipio con un presupuesto de 2 mil millones de sucres, de un total de 5 mil millones, se dio cuenta de que con 2 mil trabajadores, en lugar de los 3200 que habían en la época, se podía fácilmente manejar el cabildo.
En aquella época se destinaba el 75% del total del presupuesto municipal pagar sueldos y salarios, pero se denunciaba, por ejemplo, que para un solo guardián de parque habían 37 inspectores para cerciorarse que cumpla su trabajo en el horario establecido. En Aseo de Calles se reportaba que trabajaban 1200 mujeres en dichas labores, si bien su presencia en las calles, que iban acumulando montículos de basura y se convertían en focos infecciosos, no era notada. En ese mismo departamento constaban veinte carros recolectores con mil choferes para manejarlos. Con la sinecura o piponazgo, se reportaba en aquella época, se inventaban cargos solo para percibir un salario sin trabajar, con un esfuerzo mínimo o redundante en funciones. Así mismo se reconocían cargos hereditarios en base a contratos colectivos, algo supuestamente sui generis en el mundo en aquel entonces. Según denunció en aquel entonces el ministro de Gobierno César Verduga, entre las nóminas constaban personas fallecidas y gente que no vivía en el país. La incorporación de pipones era un fenómeno que ocurría en cadena: pipones llevaban a pipones, que a su vez traían a más pipones que, incluso se reportaba, ganaban sobresueldos por “trabajar” 38 horas u once días a la semana.

#### Reacciones
Naturalmente hubo malestar frente a los despidos de Soria, anuncios de demandas laborales y reclamos respecto a la naturaleza radical de la medida, denunciada como indiscriminada e injusta. El entonces ministro de Trabajo, Roberto Gómez Mera, desestimó la calidad de trabajadores de varios de los despedidos y amenazó con enjuiciar a varios supuestos pipones por peculado. Especuló que eran parte de un “negociado” en el que, según denuncias, habían personas que cobraban 80 a 90 sobres de dinero semanales. Varios trabajadores, sin embargo, expresaron que era una medida injusta, ya que “caen justos por pecadores.” Dijeron que muchos de ellos sí trabajaban, añadiendo que "lo que pasa es que a veces no hay herramientas para laborar, esa no es nuestra culpa sino del Municipio”. 
Pese al respaldo público que recibió dicha medida, incluido del gobierno central socialdemócrata de Rodrigo Borja Cevallos, se desató una ola de violencia en los alrededores del edificio municipal, que devino en enfrentamientos con la Policía, disparos, quema de varios automóviles y destrucción de propiedad. El propio Soria sufrió un atentado con bomba contra su residencia cuando que se encontraban dentro su esposa e hijas pero sin dejar víctimas, lo que obligó a que el gobierno de Borja decretase el despliegue de tropas para restaurar el orden. Soria por su parte hizo gala de su hombría al tomar la decisión, afirmando que “muchos que dijeron tener bien amarrados los pantalones [que decían ser valientes] nunca botaron pipones como lo he hecho yo”. La medida le granjeó el apodo de "Harry El Sucio", si bien precisó que debía mejor ser apodado "Harry El Exterminador" porque, afirmaba Soria, iba a “exterminar las ratas y cucarachas del Municipio”.
El despliegue no se hizo sin antes amenazar con intervenir la administración municipal guayaquileña, idea que supuestamente “repugnaba” al gobierno quiteño. Sin embargo, el entonces gobernador del Guayas, Oswaldo Molestina, aclaró que la intervención gubernamental en el cabildo era “inejecutable.” Esto por cuanto debía darse un pedido expreso del Consejo del Guayas como instancia legal que debía conocer los acontecimientos que ocurrían al interior de la municipio. Hasta antes de la crisis de enero de 1992, Soria mantenía una buena relación con el gobierno, habiéndose reunido anteriormente con el presidente Borja y el ministro de Gobierno Verduga, quienes dieron ayuda financiera para sortear problemas salariales.
Pese a sus publicitados esfuerzos anticorrupción, sobre Soria pesaron acusaciones y denuncias en la Corte de Justicia por haber pagado la ejecución de obras por el orden de los 183 millones de sucres.

### Trayectoria posterior
A poco de dejar la alcaldía, en septiembre de 1992, la Contraloría General del Estado estableció un perjuicio de 20 mil millones de sucres durante la administración de Soria, que firmó un convenio con la empresa eléctrica EMELEC por 3.500 millones de sucres. Posteriormente, en enero de 1993, la Contraloría ratificó el delito en contra de Soria y otros dos funcionarios municipales de la época. En diciembre de 1993, en la administración municipal de León Febres-Cordero Ribadeneyra, sucesor de Soria, el exalcalde sería acusado de peculado.
Posteriormente, fue vocal principal del Tribunal Electoral del Guayas entre 1999 y 2001. Casi al mismo tiempo que fungió de asesor general en el área Planificación y el Desarrollo del Catastro Urbano Computarizado de la Municipalidad de Milagro, entre 2000 y 2002. En 2002 fue diputado nacional del Congreso Nacional.